# Liste des Z 8800
Cette page est une annexe de l'article « Z 8800 ».

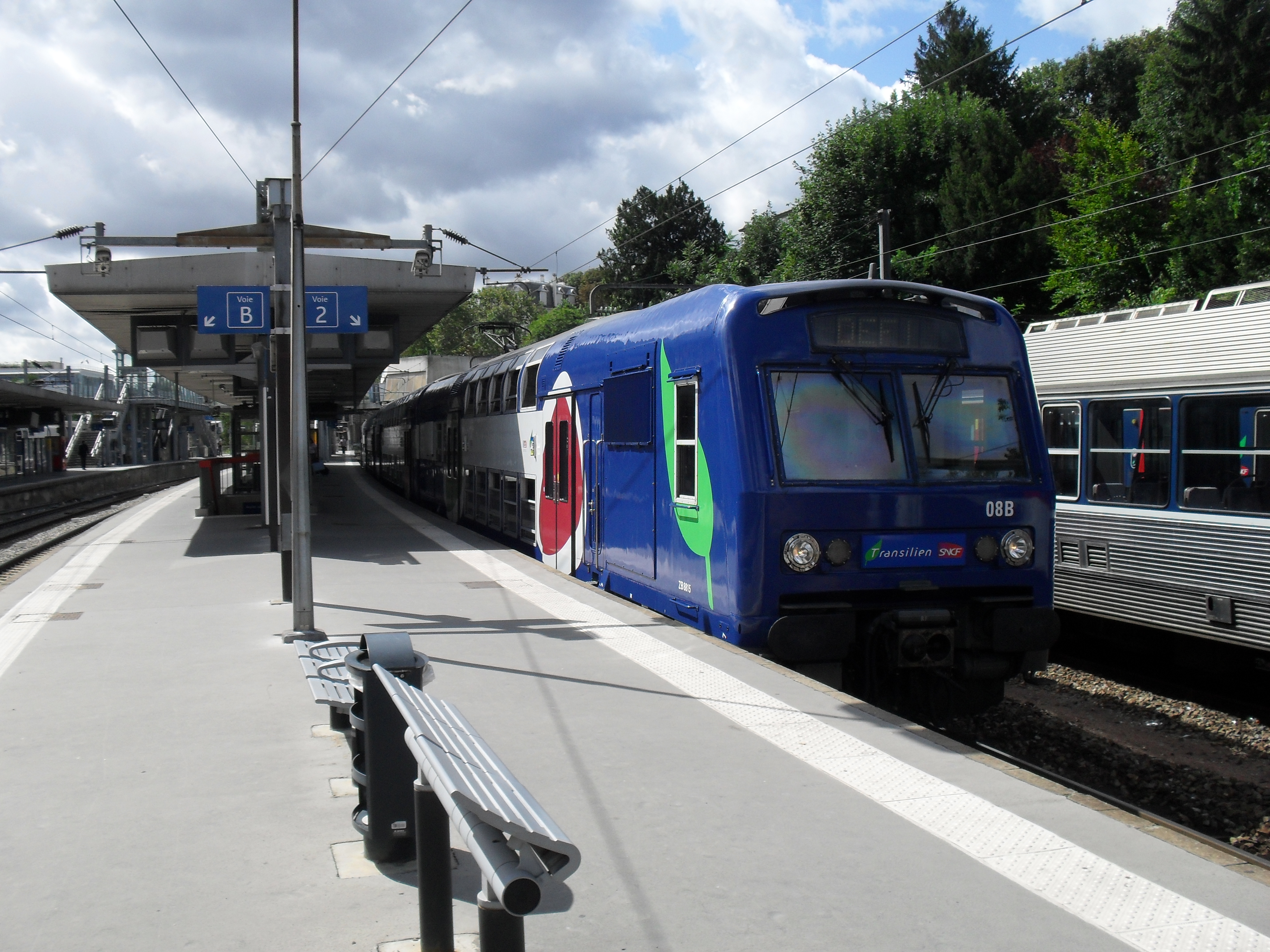
Z 8815/16 en gare de Saint-Cloud.

Cette liste recense les éléments du parc de Z 8800, matériel roulant de la Société nationale des chemins de fer français (SNCF) circulant sur le réseau Transilien.

## État du matériel
Le nombre de rames Z 8800 construites est de 58, numérotées 01 à 58, dont 57 sont en service sur les lignes :
- C du RER d'Île-de-France ;
- U du Transilien ;
- V du Transilien.

Elles sont gérées par deux supervisions techniques de flotte (STF) : 
- « STF Transilien ligne C » (SLC), avec 35 exemplaires ;
- « STF Transilien ligne N et U + Paris-Chartres » (SNU), avec 22 exemplaires.

| Rames | Motrices   | Mise en service                                   | Radiation    | Livrée extérieure | Nombre de caisses | STF | Équipements intérieurs   | Baptême (date)                        | Activité                                         |
| ----- | ---------- | ------------------------------------------------- | ------------ | ----------------- | ----------------- | --- | ------------------------ | ------------------------------------- | ------------------------------------------------ |
| 01 B  | Z 8801/02  | 19 juillet 1985                                   | /            | Transilien        | 4                 | SNU | SIVE + vidéosurveillance | Saint-Gratien (7 juin 1986)           | Transilien · Ligne U du Transilien               |
| 02 B  | Z 8803/04  | 14 août 1985                                      | /            | Transilien        | 4                 | SNU | SIVE + vidéosurveillance | Franconville (19 avril 1986)          | Transilien · Ligne U du Transilien               |
| 03 B  | Z 8805/06  | 15 juillet 1985                                   | /            | Transilien        | 4                 | SNU | SIVE + vidéosurveillance | Groslay (13 juin 1987)                | Transilien · Ligne U du Transilien               |
| 04 B  | Z 8807/08  | 5 septembre 1985                                  | /            | Transilien        | 4                 | SNU | SIVE + vidéosurveillance | Sannois (26 septembre 1987)           | Transilien · Ligne U du Transilien               |
| 05 B  | Z 8809/10  | 28 octobre 1985                                   | /            | Transilien        | 4                 | SNU | SIVE + vidéosurveillance | Ermont - Eaubonne (26 septembre 1987) | Transilien · Ligne U du Transilien               |
| 06 B  | Z 8811/12  | 13 septembre 1985                                 | /            | Transilien        | 4                 | SNU | SIVE + vidéosurveillance | Gennevilliers (22 octobre 1988)       | Transilien · Ligne U du Transilien               |
| 07 B  | Z 8813/14  | 1er octobre 1985                                  | /            | Transilien        | 4                 | SNU | SIVE + vidéosurveillance | Le Plessis-Bouchard (5 novembre 1988) | Transilien · Ligne U du Transilien               |
| 08 B  | Z 8815/16  | 4 novembre 1985                                   | /            | Transilien        | 4                 | SNU | SIVE + vidéosurveillance | /                                     | Transilien · Ligne U du Transilien               |
| 09 B  | Z 8817/18  | 8 octobre 1985                                    | /            | Transilien        | 4                 | SNU | SIVE + vidéosurveillance | /                                     | Transilien · Ligne U du Transilien               |
| 10 B  | Z 8819/20  | 22 octobre 1985                                   | /            | Transilien        | 4                 | SNU | SIVE - vidéosurveillance | /                                     | Transilien · Ligne U du Transilien               |
| 11 B  | Z 8821/22  | 2 décembre 1985                                   | /            | Transilien        | 4                 | SNU | SIVE + vidéosurveillance | /                                     | Transilien · Ligne U du Transilien               |
| 12 B  | Z 8823/24  | 4 novembre 1985                                   | /            | Transilien        | 4                 | SNU | SIVE + vidéosurveillance | /                                     | Transilien · Ligne U du Transilien               |
| 13 B  | Z 8825/67  | 18 novembre 1985 (Z 8825) 2 juillet 1986 (Z 8867) | /            | Transilien        | 4                 | SNU | SIVE + vidéosurveillance | /                                     | Transilien · Ligne U du Transilien               |
| /     | Z 8826     | 18 novembre 1985                                  | 19 août 2015 | Île-de-France     | 4                 | /   | -                        | /                                     |                                                  |
| 14 B  | Z 8827/28  | 16 janvier 1986                                   | /            | Transilien        | 4                 | SNU | SIVE + vidéosurveillance | /                                     | Transilien · Ligne U du Transilien               |
| 15 B  | Z 8829/30  | 3 décembre 1985                                   | /            | Transilien        | 4                 | SNU | SIVE + vidéosurveillance | /                                     | Transilien · Ligne U du Transilien               |
| 16 B  | Z 8831/32  | 24 décembre 1985                                  | /            | Transilien        | 4                 | SNU | SIVE + vidéosurveillance | /                                     | Transilien · Ligne U du Transilien               |
| 17 B  | Z 8833/34  | 11 février 1986                                   | /            | Transilien        | 4                 | SNU | SIVE + vidéosurveillance | /                                     | Transilien · Ligne U du Transilien               |
| 18 B  | Z 8835/36  | 6 janvier 1986                                    | /            | Transilien        | 4                 | SNU | SIVE + vidéosurveillance | /                                     | Transilien · Ligne U du Transilien               |
| 19 B  | Z 8837/38  | 28 janvier 1986                                   | /            | Carmillon         | 4                 | SLC | SIVE + vidéosurveillance | /                                     | (RER) · (C) · Transilien · Ligne V du Transilien |
| 20 B  | Z 8839/40  | 4 février 1986                                    | /            | Transilien        | 4                 | SNU | SIVE + vidéosurveillance | /                                     | Transilien · Ligne U du Transilien               |
| 21 B  | Z 8841/42  | 2 avril 1986                                      | /            | Carmillon         | 4                 | SLC | SIVE + vidéosurveillance | /                                     | (RER) · (C) · Transilien · Ligne V du Transilien |
| 22 B  | Z 8843/44  | 26 février 1986                                   | /            | Carmillon         | 4                 | SLC | SIVE + vidéosurveillance | /                                     | (RER) · (C) · Transilien · Ligne V du Transilien |
| 23 B  | Z 8845/46  | 5 mars 1986                                       | /            | Carmillon         | 4                 | SLC | SIVE + vidéosurveillance | /                                     | (RER) · (C) · Transilien · Ligne V du Transilien |
| 24 B  | Z 8847/48  | 26 mai 1986                                       | /            | Carmillon         | 4                 | SNU | SIVE + vidéosurveillance | /                                     | Transilien · Ligne U du Transilien               |
| 25 B  | Z 8849/50  | 28 mars 1986                                      | /            | Carmillon         | 4                 | SLC | SIVE + vidéosurveillance | /                                     | (RER) · (C) · Transilien · Ligne V du Transilien |
| 26 B  | Z 8851/52  | 2 avril 1986                                      | /            | Carmillon         | 4                 | SLC | SIVE + vidéosurveillance | /                                     | (RER) · (C) · Transilien · Ligne V du Transilien |
| 27 B  | Z 8853/54  | 2 juillet 1986                                    | /            | Carmillon         | 4                 | SLC | SIVE + vidéosurveillance | /                                     | (RER) · (C) · Transilien · Ligne V du Transilien |
| 28 B  | Z 8855/56  | 17 avril 1986                                     | /            | Carmillon         | 4                 | SLC | SIVE + vidéosurveillance | /                                     | (RER) · (C) · Transilien · Ligne V du Transilien |
| 29 B  | Z 8857/58  | 30 avril 1986                                     | /            | Carmillon         | 4                 | SLC | SIVE + vidéosurveillance | /                                     | (RER) · (C) · Transilien · Ligne V du Transilien |
| 30 B  | Z 8859/60  | 7 juillet 1986                                    | /            | Carmillon         | 4                 | SLC | SIVE+ vidéosurveillance  | /                                     | (RER) · (C) · Transilien · Ligne V du Transilien |
| 31 B  | Z 8861/62  | 26 mai 1986                                       | /            | Carmillon         | 4                 | SLC | SIVE+ vidéosurveillance  | /                                     | (RER) · (C) · Transilien · Ligne V du Transilien |
| 32 B  | Z 8863/64  | 28 juillet 1986                                   | /            | Carmillon         | 4                 | SLC | SIVE + vidéosurveillance | /                                     | (RER) · (C) · Transilien · Ligne V du Transilien |
| 33 B  | Z 8865/66  | 17 juin 1986                                      | /            | Carmillon         | 4                 | SLC | SIVE + vidéosurveillance | /                                     | (RER) · (C) · Transilien · Ligne V du Transilien |
| 34 B  | Z 8868     | 2 juillet 1986                                    | 19 août 2015 | Île-de-France     | 4                 | SLC | SIVE + vidéosurveillance | /                                     | Radié                                            |
| 35 B  | Z 8869/70  | 12 août 1986                                      | /            | Carmillon         | 4                 | SLC | SIVE + vidéosurveillance | /                                     | (RER) · (C) · Transilien · Ligne V du Transilien |
| 36 B  | Z 8871/72  | 18 septembre 1986                                 | /            | Carmillon         | 4                 | SLC | SIVE + vidéosurveillance | /                                     | (RER) · (C) · Transilien · Ligne V du Transilien |
| 37 B  | Z 8873/74  | 3 septembre 1986                                  | /            | Carmillon         | 4                 | SLC | SIVE + vidéosurveillance | /                                     | (RER) · (C) · Transilien · Ligne V du Transilien |
| 38 B  | Z 8875/76  | 30 septembre 1986                                 | /            | Carmillon         | 4                 | SLC | SIVE + vidéosurveillance | /                                     | (RER) · (C) · Transilien · Ligne V du Transilien |
| 39 B  | Z 8877/78  | 2 octobre 1986                                    | /            | Carmillon         | 4                 | SLC | SIVE + vidéosurveillance | /                                     | (RER) · (C) · Transilien · Ligne V du Transilien |
| 40 B  | Z 8879/80  | 27 octobre 1986                                   | /            | Carmillon         | 4                 | SLC | SIVE + vidéosurveillance | /                                     | (RER) · (C) · Transilien · Ligne V du Transilien |
| 41 B  | Z 8881/82  | 6 novembre 1986                                   | /            | Carmillon         | 4                 | SLC | SIVE + vidéosurveillance | /                                     | (RER) · (C) · Transilien · Ligne V du Transilien |
| 42 B  | Z 8883/84  | 6 novembre 1986                                   | /            | Carmillon         | 4                 | SLC | SIVE + vidéosurveillance | /                                     | (RER) · (C) · Transilien · Ligne V du Transilien |
| 43 B  | Z 8885/86  | 2 décembre 1986                                   | /            | Carmillon         | 4                 | SLC | SIVE + vidéosurveillance | /                                     | (RER) · (C) · Transilien · Ligne V du Transilien |
| 44 B  | Z 8887/88  | 2 décembre 1986                                   | /            | Carmillon         | 4                 | SLC | SIVE + vidéosurveillance | /                                     | (RER) · (C) · Transilien · Ligne V du Transilien |
| 45 B  | Z 8889/90  | 28 janvier 1987                                   | /            | Carmillon         | 4                 | SNU | SIVE + vidéosurveillance | /                                     | Transilien · Ligne U du Transilien               |
| 46 B  | Z 8891/92  | 28 janvier 1987                                   | /            | Carmillon         | 4                 | SLC | SIVE + vidéosurveillance | /                                     | (RER) · (C) · Transilien · Ligne V du Transilien |
| 47 B  | Z 8893/94  | 6 février 1987                                    | /            | Carmillon         | 4                 | SLC | SIVE + vidéosurveillance | /                                     | (RER) · (C) · Transilien · Ligne V du Transilien |
| 48 B  | Z 8895/96  | 8 juin 1988                                       | /            | Carmillon         | 4                 | SNU | SIVE + vidéosurveillance | /                                     | Transilien · Ligne U du Transilien               |
| 49 B  | Z 8897/98  | 24 juillet 1987                                   | /            | Carmillon         | 4                 | SLC | SIVE + vidéosurveillance | /                                     | (RER) · (C) · Transilien · Ligne V du Transilien |
| 50 B  | Z 8899/900 | 26 octobre 1987                                   | /            | Carmillon         | 4                 | SLC | SIVE + vidéosurveillance | /                                     | (RER) · (C) · Transilien · Ligne V du Transilien |
| 51 B  | Z 8901/02  | 13 novembre 1987                                  | /            | Carmillon         | 4                 | SLC | SIVE + vidéosurveillance | /                                     | (RER) · (C) · Transilien · Ligne V du Transilien |
| 52 B  | Z 8903/04  | 30 novembre 1987                                  | /            | Carmillon         | 4                 | SLC | SIVE + vidéosurveillance | /                                     | (RER) · (C) · Transilien · Ligne V du Transilien |
| 53 B  | Z 8905/06  | 21 décembre 1987                                  | /            | Carmillon         | 4                 | SLC | SIVE + vidéosurveillance | /                                     | (RER) · (C) · Transilien · Ligne V du Transilien |
| 54 B  | Z 8907/08  | 8 février 1988                                    | /            | Carmillon         | 4                 | SLC | SIVE + vidéosurveillance | /                                     | (RER) · (C) · Transilien · Ligne V du Transilien |
| 55 B  | Z 8909/10  | 17 février 1988                                   | /            | Carmillon         | 4                 | SLC | SIVE + vidéosurveillance | /                                     | (RER) · (C) · Transilien · Ligne V du Transilien |
| 56 B  | Z 8911/12  | 23 mars 1988                                      | /            | Carmillon         | 4                 | SLC | SIVE + vidéosurveillance | /                                     | (RER) · (C) · Transilien · Ligne V du Transilien |
| 57 B  | Z 8913/14  | 15 avril 1988                                     | /            | Carmillon         | 4                 | SLC | SIVE + vidéosurveillance | /                                     | (RER) · (C) · Transilien · Ligne V du Transilien |
| 58 B  | Z 8915/16  | 13 mai 1988                                       | /            | Carmillon         | 4                 | SLC | SIVE + vidéosurveillance | /                                     | (RER) · (C) · Transilien · Ligne V du Transilien |

Particularité :

Z 8826 : radiée le 19 août 2015 à la suite d'un accident, alors sur l'élément 13 B.
Légende :

SIVE = Système d'information voyageurs embarqué